# Сын плотника
«Сын плотника» (англ. The Carpenter's Son) — предстоящий американский фильм ужасов режиссёра Лофти Нейтана. Его сценарий основан на раннехристианском апокрифическом тексте II века «Евангелие детства от Фомы». В фильме снимутся Николас Кейдж, FKA twigs, Ноа Джуп и Сухейла Якуб.

## Сюжет
Семья плотника живёт в Египте под властью Римской империи. Сын плотника (Мальчик) начинает демонстрировать сверхъестественные способности, из-за чего вся его семья оказывается в опасности.

## В ролях
- Николас Кейдж — Плотник
- FKA twigs — Мать мальчика
- Ноа Джуп — Мальчик
- Сухейла Якуб

## Производство
В мае 2024 года стало известно, что египетско-американский режиссёр Лофти Нейтан станет режиссёром и сценаристом фильма «Сын плотника». Сценарий фильма основан на раннехристианском апокрифическом тексте II века «Евангелие детства от Фомы», описывающем детство Иисуса Христа. Главные роли исполнят Николас Кейдж, FKA twigs, Ноа Джуп и Сухейла Якуб. Съёмки должны начаться в Испании в июне 2024 года